# Montefalcone di Val Fortore
Montefalcone di Val Fortore – miejscowość i gmina we Włoszech, w regionie Kampania, w prowincji Benewent.
Według danych na I 2009 gminę zamieszkiwały 1684 osoby przy gęstości zaludnienia 40,4 os./1 km².